# Mooringwinde

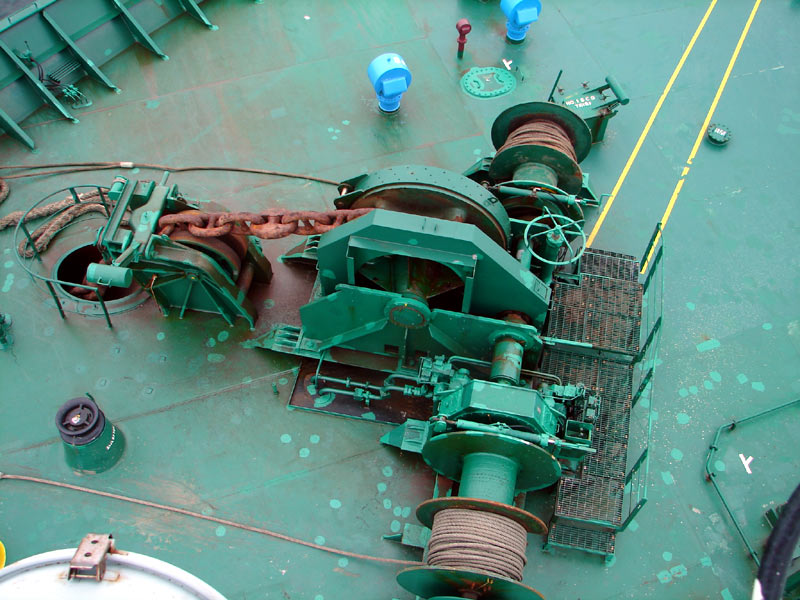
Kombinierte Anker- und Festmacherwinde auf einem Seeschiff

Eine Mooringwinde (von englisch mooring – anlegen, festmachen), auch Festmacherwinde genannt, dient beim Festmachen eines Schiffes am Liegeplatz zum Aufwickeln bzw. Spannen der Festmacherleinen. Die Seilwinde kann elektrisch, hydraulisch oder mit Dampf angetrieben werden. Oft werden Mooringwinden auch als Ankerwinde verwendet.
Die elektrische Version ist heute meist so ausgelegt, dass sie auch während des Tidenhubs sowie beim Be- und Entladen („Löschen“) des Schiffes das Tauwerk (Laufendes Gut) entsprechend einer festgelegten Einstellung gleichmäßig auf Zug halten.